# James McCawley
James David McCawley (Glasgow, Escocia, 30 de marzo de 1938– 10 de abril de 1999), lingüista estadounidense. 

## Biografía
Nacido James Quillan McCawley, Jr., hijo de la Dra. Monica Bateman McCawley y de James Quillan McCawley. Después de la Segunda Guerra Mundial se fue a Nueva York y Chicago; en esa época cambió su nombre a James David McCawley."
Alumno brillante, se salteó varios años de la escuela e ingresó a la Universidad de Chicago con 16 años. Obtuvo su MS en matemáticas en 1958. Con una beca Fulbright estudió en la Westfälische Wilhelms-Universität en
Münster en 1959-1960. Allí tomó además un curso de lingüística con Eric Hamp, lo que lo llevó a cambiar de especialidad. Retorna a Estados Unidos y es admitido en el MIT, y recibe su doctorado en 1965 con una disertación sobre Noam Chomsky acerca de El sistema de acentuación en el idioma japonés moderno estándar. En esa época retorna a la Universidad de Chicago, donde permanece hasta su súbita muerte.
Sus intereses incluyeron la sintaxis, la semántica y la fonología. Es reconocido por su trabajo en el área de la semántica generativa. 
En el ámbito gastronómico es famoso por su autoría de The Eater's Guide to Chinese Characters, guía práctica para descifrar ideogramas chinos en los restaurantes.
Con el seudónimo "Quang Phúc Ðông" y haciéndose pasar por lingüista de un ficticio South Hanoi Institute of Technology, McCawley escribió un artículo titulado wrote English sentences without overt grammatical subject, que la publicación Language distingue como el primer texto sobre lingüística satírica.

## Libros
- The Phonological Component of a Grammar of Japanese. The Hague: Mouton, 1968. (Revised version of PhD thesis, The accentual system of standard Japanese.)
- Grammar and Meaning: Papers on Syntactic and Semantic Topics. Tokyo: Taishukan, 1973. Reprint. New York: Academic Press, 1976. ISBN 0-12-482450-1
- Notes from the Linguistic Underground. (Syntax and Semantics, vol. 7.) New York: Academic Press, 1976. ISBN 0-12-613507-X
- Adverbs, Vowels, and Other Objects of Wonder. University of Chicago Press, 1979. ISBN 0-226-55615-8
- Everything that Linguists Have Always Wanted to Know About Logic (but were Ashamed to Ask). University of Chicago Press, 1981. ISBN 0-226-55618-2 Blackwell, 1982. ISBN 0-631-12614-7 (hardback), ISBN 0-631-12644-9 (paperback) / 2nd ed. University of Chicago Press, 1993. ISBN 0-226-55611-5
- Thirty Million Theories of Grammar. University of Chicago Press, 1982. ISBN 0-226-55619-0
- The Eater's Guide to Chinese Characters. University of Chicago Press, 1984. ISBN 0-226-55591-7 Reprint. University of Chicago Press, 2004. ISBN 0-226-55592-5
- The Syntactic Phenomena of English. University of Chicago Press, 1988. 2 vols. Vol. 1 ISBN 0-226-55624-7, Vol. 2 ISBN 0-226-55626-3
- A Linguistic Flea Circus. Bloomington: Indiana University Linguistics Club, 1991. / 2nd ed. University of Chicago Press, 1998. ISBN 0-226-55627-1 (hardback) ISBN 0-226-55629-8 (paperback)

## Obras relacionadas
- Brentari, Diane, Gary N. Larson, and Lynn A. McCleod, eds. The Joy of Grammar: A Festschrift in Honor of James D. McCawley. Ámsterdam: Benjamins, 1992. ISBN 1-55619-454-4 (hardback) and ISBN 1-55619-455-2 (paperback)
- Mufwene, Salikoko S., Elaine J. Francis, and Rebecca S. Wheeler, eds. Polymorphous Linguistics: Jim McCawley's Legacy. Cambridge: MIT Press, 2005. ISBN 0-262-06245-3 (alk. paper); ISBN 0-262-56209-X (pbk.). "Publications by Jim McCawley," xvii-xxx.
- Trillin, Calvin, "Divining the Mysteries of the East," in Third Helpings, 1983; New Haven and New York: Ticknor & Fields ISBN 0-89919-173-8. Reprinted in The Tummy Trilogy, 1994; New York: Farrar Straus and Giroux, ISBN 0-374-27950-0.
- Zwicky, Arnold M., Peter Salus, Robert I. Binnick, and Anthony Vanek (eds.) Studies out in Left Field: Defamatory essays presented to James D. McCawley on his 33rd or 34th birthday. Edmonton, Alb.: Linguistic Research. 1971. Reprint. John Benjamins, 1992. ISBN 1-55619-460-9 and ISBN 90-272-2111-1

### Lingüística satírica
Artículos de McCawley y sobre el mismo, que habían sido originalmente publicados en in Lingua Pranca en 1978:
- Dates in the Month of May that Are of Interest to Linguists, James D. McCawley
- Linguistic Influences In Recent Research On Music, James D. McCawley
- Current Issues in Gastronomy, Elan Dresher and Norbert Hornstein